# Вечеринка окончена
«Вечеринка окончена» (англ. The Party's Over; первоначальное название с англ. Last Party 2000 — Последняя вечеринка 2000) — документальный фильм 2001 года об американской демократии.

## Контекст
В 1992 году два режиссёра Марк Бенджамин и Марк Левин взяли талантливого молодого актёра Роберта Дауни-младшего в путешествие по американской политике, что в конечном счёте вылилось в создание фильма «Последняя партия». Почти через десять лет, один член съёмочной группы, продюсер и писатель Донован Литч, заняв пост содиректора, решает снять продолжение фильма, разделив эту обязанность с режиссёром-документалистом и продюсером Ребеккой Чалкин, и пригласив на главную роль актёра Филипа Сеймура Хоффмана. Фильм снимался в 2000 году под названием «Last Party 2000», но вышел почти через три года, озаглавленный как «The Party’s Over» — «Вечеринка окончена».
Сравнивая два фильма и двух актёров, Литч сказал, что «предпосылкой для Дауни было то, что он никогда не участвовал в политике и никогда не голосовал. То же самое было и у Филиппа. Он никогда не голосовал. Кроме того, у нас были некоторые общие друзья, и нам очень понравилась его работа. Это было не так, как будто бы он актёр из огромного списка, но нам понравился его сугубо деловой подход, своего рода антитеза Роберту Дауни. С ним всё было настолько большим. Фил играл гораздо ближе». Сам Хоффман признался, что «я решился на этот документальный фильм, потому что чувствовал себя плохо информированным. У меня всегда была неприязнь к политике. Не могу сказать, почему»:
Думаю, что я тот, кто не знал о политическом процессе, куда движется моя страна и как она помогает мне. Они пришли ко мне, эгоистичному, и я сказал: «Это прекрасная возможность воспитать себя и помочь им сделать их фильм, который будут видеть люди, а также узнать что-то и поэтому становясь более заинтересованным в участии в этом процессе». Мне нравится моя работа. Я воспользовался очень важной возможностью в моей жизни, и я рад, что получил её, потому что она изменила мою точку зрения. Это изменило мой информационный голод. Это изменило мои разговоры с людьми и период моей жизни.
Как отмечается в «CounterPunch», он признавался, что был расстроен своим статус-кво в этом фильме, но «в то время, Хоффман уже сделал двадцать художественных фильмов и, возможно, потерял миллионы в течение времени, которое он проводил делая этот политически ангажированный фильм»

## Сюжет
Филип Сеймур Хоффман в течение шести месяцев перед предстоящими президентскими выборами 2000 года как добродушный хозяин, скептический интервьюер, более циничный рассказчик и просто заинтересованный гражданин исследовал состояние демократии и политического процесса в США, которые часто не в состоянии решить наиболее актуальные вопросы страны: налогообложение и экологическая ситуация, проблемы капитализма и законы о ношении оружия, уличные протесты и скандальный пересчёт голосов. В конце концов, Хоффман, проведя много времени в гуще событий, путешествии из Лос-Анджелеса через Филадельфию в Таллахасси, и в беседах с видными общественными и политическими деятелями даёт ответ на вопрос: существует ли большая разница республиканцами и демократами?

## В ролях
| Актёр                    | Роль       |
| ------------------------ | ---------- |
| Филип Сеймур Хоффман     | Рассказчик |
| Тим Роббинс              | сам        |
| Сьюзан Сарандон          | сама       |
| Джесси Джексон           | сам        |
| Рудольф Джулиани         | сам        |
| Майкл Мур                | сам        |
| Билл Мар                 | сам        |
| Бен Харпер               | сам        |
| Ноам Хомский             | сам        |
| Рози О'Доннелл           | сама       |
| Мелисса Этеридж          | сама       |
| Кортни Лав               | сама       |
| Пэт Робертсон            | сам        |
| Ральф Нейдер             | сам        |
| Ньют Гингрич             | сам        |
| Barenaked Ladies         | сами       |
| Вилли Нельсон            | сам        |
| Арло Гатри               | сам        |
| Бонни Рэйтт              | сама       |
| Rage Against the Machine | сам        |
| Stone Temple Pilots      | сами       |
| Стив Эрл                 | сам        |
| Джон Керри               | сам        |
| Эдди Веддер              | сам        |
| Уильям Болдуин           | сам        |
| Роберт Дауни-младший     | сам        |
| Чарлтон Хестон           | сам        |

## Рецензии
Дэйв Кер из газеты «The New York Times» сказал:
Почему фильм выходит в свет сейчас, после трех лет на полке, просто остается загадкой. Задержка не помогла его актуальности. Завершение фильма задолго до 9/11, может предложить достаточно причудливый портрет политики на рубеже нового века, который едва ли полезен в условиях новых мировых реалий.
Как отмечал в 2007 году, почти через семь лет после съёмок фильма, Виктор Спарроу на сайте «Cineblog.us»:
Оглядываясь на избирательный цикл 2000 года, было трудно поверить, что всё может стать ещё хуже, так как стало ясно, что многие из кандидатов в этой гонке не представляли своих избирателей, а только себя. «Вечеринка окончена» хороший фильм, если только за то, что он охватывает — как «Большая ложь» и «Большое отсутствие» и как правые и левые пропустили вопросы, которые стали самыми важными за семь последовавших лет.
После смерти Хоффмана, 3 февраля 2014 года Грег Митчелл из «The Nation» отметил, что
С его трагической кончины, любители кино были чирикали, постили или просто думали о своих любимых фильмах с Филипом Сеймуром Хоффманом. Действительно есть очень длинный список - от "Ночи в стиле буги" до "Капоте" - хотя его памятные выступления часто были в посредственных или ещё хуже фильмах. Эта эпическая сцена с Джоном Слэттери в "Война Чарли Уилсона" остается одним из моих личных фаворитов. Даже: Арт Хоу в "Человек, который изменил всё". Но я заметил, что мало упоминаний о его наиболее "политическом" фильме "Вечеринка окончена": безцензурном путешествии по демократической Америке (первоначально под названием "Последняя вечеринка"). Вы можете только смутно вспомнить это самостоятельно. Хоффман говорит в начале, что он никогда не был очень заинтересован в политике - после чего камеры перемещаются в последние месяцы спорных выборов 2000 года, чтобы придать некоторый смысл 2004 году»